# 国家人権博物館
国家人権博物館（こっかじんけんはくぶつかん）は中華民国（台湾）に設立された国家人権博物館。主な業務である展示、教育、公共サービスに加えて、台北市景美と台東県緑島の2カ所にある不義遺跡を「白色テロ記念園区」の名称とし、その管理センターの役割を担っている。
当博物館は、景美と緑島の両園区の管理のほか、現代の人権理念を実践する組織の発展への協力連携と、国際交流の拡大で、民主、自由、公正という基本的な価値観を示している。

## 歴史
（出典：）

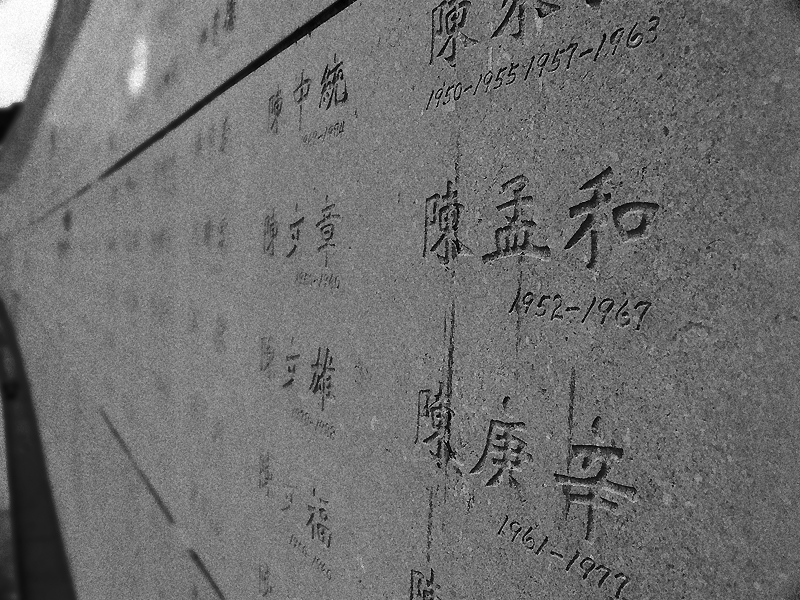
緑島人権記念碑：長さ10メートルの石壁には、白色テロの下で犠牲になった人々の名前が刻まれている。

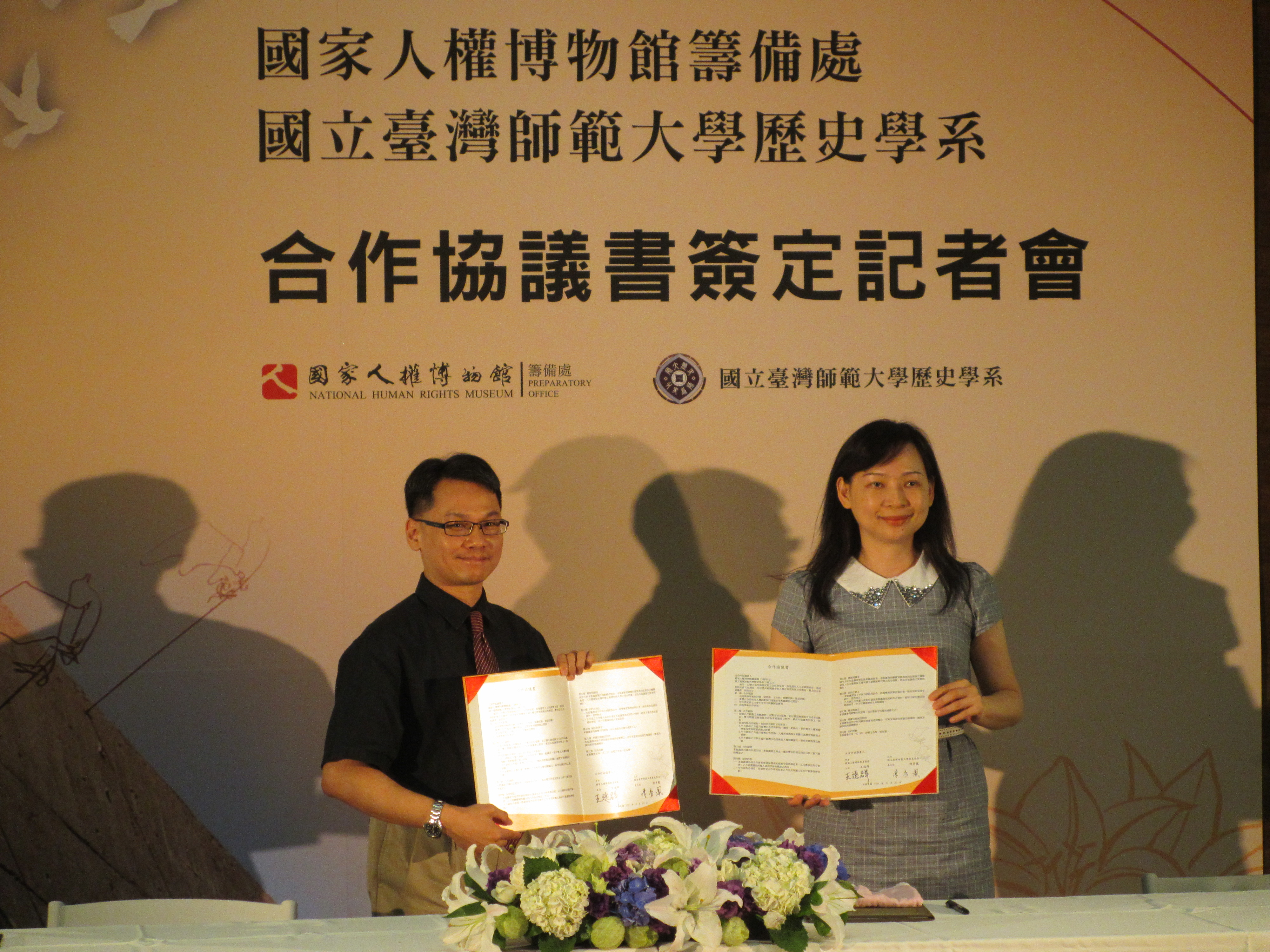
国立台湾家庭人権博物館準備室と国立台湾師範大学歴史学部が協力協定を締結

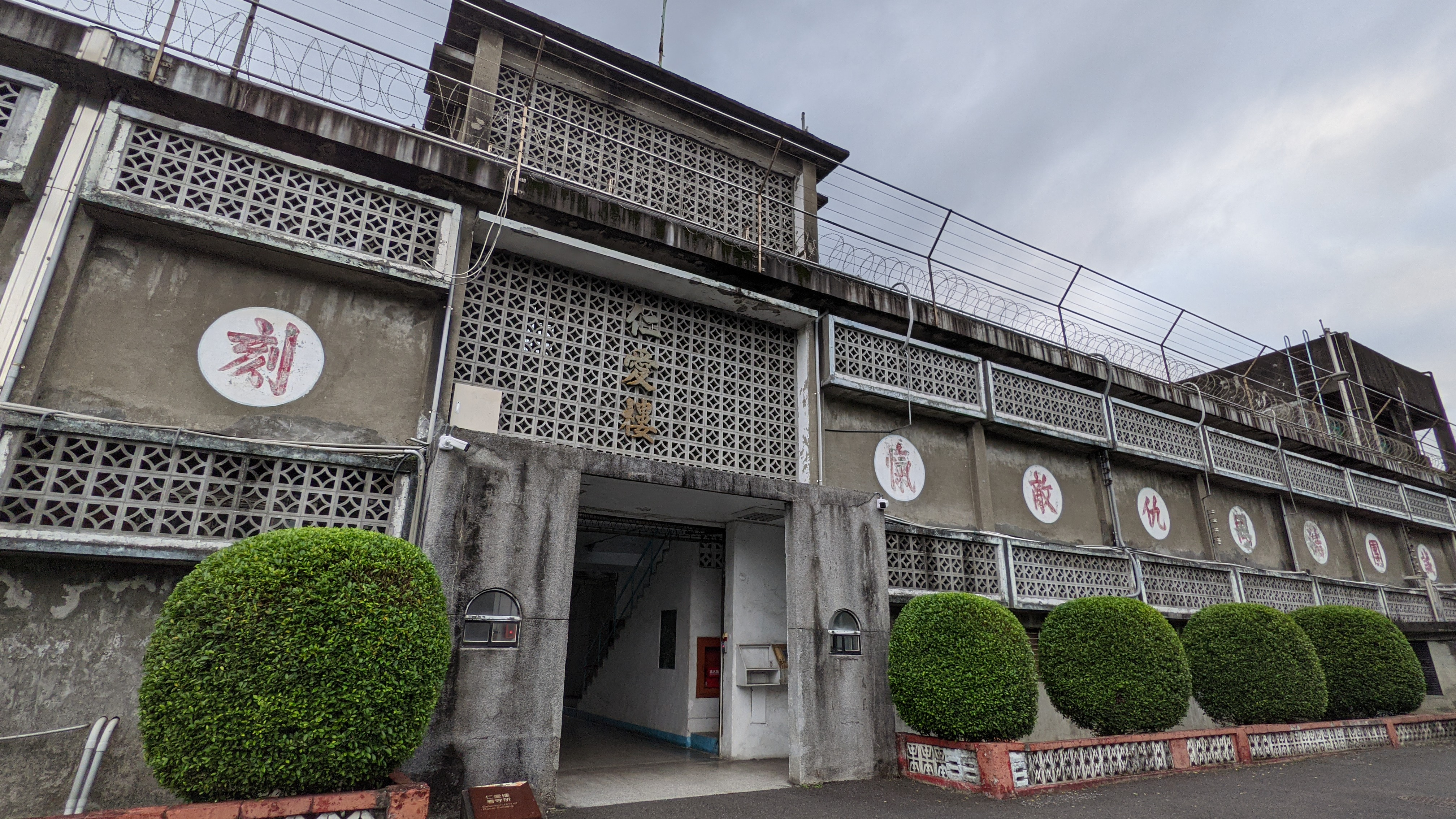
白色恐怖景美紀念園

- 2011年、国家人権博物館準備室が世界人権デーに正式に発足し、緑島と景美の二つの人権文化園区がその管轄となった。
- 2017年、　国家人権博物館組織法が、立法院（国会）における三度目の審議（三読会）を通過し、可決・成立した[3]。三読会で通過した条文の規定により、文化部（日本の省レベルに相当）は、人権の研究、関連する資料の収蔵・展示、教育の普及を推進するため、国家人権博物館を開設することを決定。
- 2018年、国家人権博物館が正式にオープン。白色恐怖景美紀念園区（中国語版）と白色恐怖緑島紀念園区を管轄下に置く。
- 2019年、国際人権博物館連盟アジア太平洋支部（IFHRM-AP）が当館にて設立[4][5]。
- 2022年、旧法務省捜査局安康応接室（中国語版）が国立人権博物館に移管された。